# Heorhij Santaraja

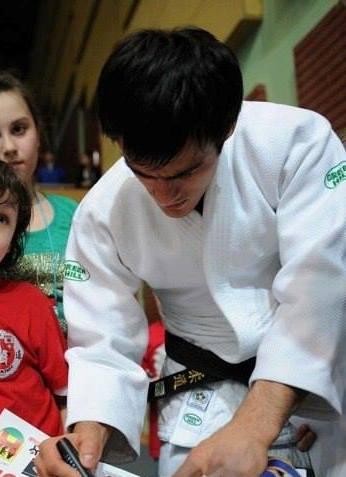
Heorhij Santaraja (2013)

Heorhij Malchasowytsch Santaraja (ukrainisch Георгій Малхазович Зантарая; * 21. Oktober 1987 in Gali) ist ein ukrainischer Judoka. Er war 2009 Weltmeister sowie 2011 und 2017 Europameister.

## Karriere
Santaraja ist in Abchasien geboren, trat aber sportlich immer für die Ukraine an. Der 1,71 m große Judoka kämpfte bis 2012 im Superleichtgewicht an, der Gewichtsklasse bis 60 Kilogramm. 2006 war er U20-Europameister sowie 2007 und 2008 Dritter der U23-Europameisterschaften. 2008 gewann er auch seinen ersten ukrainischen Landesmeistertitel.
Bei den Europameisterschaften 2009 in Tiflis bezwang er im Halbfinale den Georgier Nestor Khergiani, im Finale unterlag er dem Russen Arsen Galstjan. Vier Monate später bei den Weltmeisterschaften 2009 in Rotterdam schlug er Khergiani im Viertelfinale und besiegte im Halbfinale den Iraner Vahid Sarlak. Nach seinem Finalsieg gegen den Japaner Hiroaki Hiraoka war Santaraja Weltmeister. 2010 belegte er bei den Europameisterschaften nur den siebten Platz. Bei den Weltmeisterschaften in Tokio bezwang er im Viertelfinale Ludwig Paischer aus Österreich und im Halbfinale Arsen Galstjan. Im Finale unterlag er dem Usbeken Rishod Sobirov. 2011 bei den Europameisterschaften in Istanbul besiegte er im Viertelfinale den Georgier Amiran Papinaschwili und im Halbfinale den Deutschen Tobias Englmaier. Im Finale traf er auf den Georgier Betkili Schukwani und gewann den Europameistertitel. Drei Tage nach seinem Einzeltitel gewann Santaraja mit dem ukrainischen Team den Mannschaftstitel, er war der einzige Ukrainer der bei den Europameisterschaften 2011 zwei Medaillen gewann. Vier Monate später bei den Weltmeisterschaften in Paris unterlag Santaraja im Viertelfinale dem Südkoreaner Choi Gwang-hyeon. Mit Siegen in der Hoffnungsrunde über den Armenier Howhannes Dawtjan und den zweiten Südkoreaner Kim Won-jin erkämpfte der Ukrainer eine Bronzemedaille. 2012 unterlag Santaraja im Halbfinale der Europameisterschaften dem Armenier Howhannes Dawtjan und im Kampf um Bronze dem Niederländer Jeroen Mooren. Bei den Olympischen Spielen 2012 in London verlor Santaraja in seinem ersten Kampf gegen den Italiener Elio Verde.
Nach den Olympischen Spielen wechselte Santaraja ins Halbleichtgewicht, die Gewichtsklasse bis 66 Kilogramm. Hier gewann er 2012 bei den ukrainischen Meisterschaften. Bei den Weltmeisterschaften 2013 in Rio de Janeiro unterlag er im Halbfinale dem Kasachen Asamat Muqanow, im Kampf um eine Bronzemedaille besiegte er den Russen Michail Puljajew. Bei den Europameisterschaften 2014 trafen Puljajew und Santaraja erneut im Kampf um Bronze aufeinander, diesmal gewann Puljajew. Vier Monate später bei den Weltmeisterschaften in Tscheljabinsk unterlag Santaraja im Viertelfinale dem Japaner Masashi Ebinuma. Mit Siegen über den Usbeken Rishod Sobirov und den zweiten Japaner Kengo Takaichi erkämpfte sich Santaraja die Bronzemedaille, seine fünfte Weltmeisterschaftsmedaille in Folge. Diese Serie riss 2015 und auch bei den Olympischen Spielen 2016 in Rio de Janeiro war Santaraja nicht erfolgreich. Wie vier Jahre zuvor verlor er seinen ersten Kampf, diesmal gegen den Portugiesen Sergiu Oleinic.
Bei den Europameisterschaften 2017 in Warschau siegte Santaraja im Halbfinale über den Slowaken Matej Poliak und im Finale gegen den Slowenen Adrian Gomboc. Im Mannschaftswettbewerb erkämpften die Ukrainer Bronze. Bei den Weltmeisterschaften 2017 in Budapest unterlag Santaraja im Viertelfinale dem Japaner Hifumi Abe und im Kampf um Bronze dem Israeli Tal Flicker. Ein Jahr später verlor er auch bei den Weltmeisterschaften 2018 im Viertelfinale gegen Hifumi Abe. Wie im Vorjahr traf er im Kampf um eine Bronzemedaille auf Tal Flicker und diesmal gewann der Ukrainer. Die Europameisterschaften 2019 wurden im Rahmen der Europaspiele in Minsk ausgetragen, Santaraja gewann den Titel durch einen Finalsieg über den Italiener Matteo Medves. Nach zwei wenig erfolgreichen Jahren schied Santaraja bei den Olympischen Spielen in Tokio in der zweiten Runde gegen Adrian Gomboc aus.